# غريغ سوتون (كرة سلة)
غريغ سوتون (بالإنجليزية: Greg Sutton)‏ مواليد 3 ديسمبر 1967 في سانتا كروز، هو لاعب كرة سلة أمريكي سابق. بدأ مسيرته الاحترافية في سنة 1991. تم اختياره من قبل فريق سان أنطونيو سبرز خلال الدرافت. يبلغ طوله 6 قدم 2 بوصة (1.9 م). اعتزل اللعب في 2002. أحرز خلال مسيرته في الإن بي إيه 761 نقطة بمعدل 4.5 نقاط في المباراة الواحدة.

## المسيرة الاحترافية
لعب مع سان أنطونيو سبرز في موسم 1991–1992، ثم لعب مع شارلوت هورنتس من سنة 1994 إلى 1996، ثم لعب مع فيلادلفيا سفنتي سيكسرز في سنة 1996، ثم لعب مع فيكتوريا يبرتاس بيزارو في الدوري الإيطالي في سنة 1996.

## روابط خارجية
- غريغ سوتون على موقع إن بي أي (الإنجليزية)
- غريغ سوتون على موقع سبورتس رفرنس (الإنجليزية)
- غريغ سوتون على موقع الدوري الإسباني لكرة السلة (الإسبانية)
- غريغ سوتون على موقع كرة السلة الأوروبية.كوم (الإنجليزية)
- غريغ سوتون على موقع كلية كرة السلة في سبورتس رفرنس.كوم (الإنجليزية)
- غريغ سوتون على موقع ريلجم (الإنجليزية)
- غريغ سوتون على موقع بروبوليرز (الإنجليزية)
- غريغ سوتون على موقع سبورتس رفرنس (الإنجليزية)